# Christian Herter
Christian Archibald Herter (París, 28 de marzo de 1895-Washington D. C., 30 de diciembre de 1966) fue un diplomático y político estadounidense, que se desempeñó como gobernador de Massachusetts entre 1953 y 1957, y Secretario de Estado de los Estados Unidos entre 1959 y 1961.

## Biografía

### Primeros años y educación
Nació en París (Francia), hijo de artistas estadounidenses expatriados, Albert Herter y Adele McGinnis. Asistió a la École Alsacienne entre 1901 y 1904, antes de mudarse a la ciudad de Nueva York, donde asistió a la Escuela Browning hasta 1911. Se graduó de la Universidad de Harvard en 1915 y realizó estudios de posgrado en arquitectura e interiorismo antes de unirse al cuerpo diplomático estadounidense al año siguiente.

### Carrera
Como diplomático, fue agregado en la embajada estadounidense en Alemania en 1916 y durante dos meses estuvo a cargo de la legación estadounidense en Bélgica. Entre 1917 y 1919 fue asistente especial del Departamento de Estado, período en el cual Estados Unidos se involucró en la Primera Guerra Mundial. En 1920 fue secretario ejecutivo del Consejo Europeo de Socorro.
Entre 1921 y 1924 trabajó como asistente personal de Herbert Hoover, cuando se desempeñó como Secretario de Comercio en la Administración Harding. En 1924 regresó a Boston, donde fue editor de una revista y profesor de asuntos internacionales en la Universidad de Harvard, donde además fue supervisor en dos períodos (1940-1944 y 1946-1952).
Entre 1931 y 1943 fue miembro de la Cámara de Representantes de Massachusetts, siendo su presidente de 1939 a 1943. Fue subdirector de la Oficina de Datos y Cifras entre 1941 y 1942; ese año es elegido como republicano al 78.° Congreso de los Estados Unidos. Mantuvo su banca hasta enero de 1953, formando parte de cuatro congresos sucesivos. En 1948 fue delegado a la Convención Nacional Republicana.
Fue gobernador de Massachusetts desde enero de 1953 hasta enero de 1957. El 21 de febrero de 1957 fue designado subsecretario de Estado bajo John Foster Dulles, y posteriormente secretario de Estado, ocupando el cargo desde el 22 de abril de 1959 hasta el 20 de enero de 1961, formando parte de la Administración Eisenhower. En 1961 fue presidente del consejo honorario del Movimiento Internacional para la Unión Atlántica.
En 1963, el presidente John F. Kennedy lo designó como el primer Representante de Comercio de los Estados Unidos. Continuó en el cargo bajo Lyndon Johnson.

### Fallecimiento
Falleció el 30 de diciembre de 1966 en su hogar en Washington D. C., a los 71 años, al momento que se desempeñaba como representante de comercio. Fue sepultado en el cementerio de Prospect Hill, en Millis (Massachusetts).

## Obra
- Christian Herter, Toward an Atlantic Community (1963).